# Joël Piroe
Joël Mohammed Ramzan Piroe (Wijchen, 2 agosto 1999) è un calciatore olandese di origini surinamesi, attaccante del Leeds Utd.

## Caratteristiche tecniche
Gioca come centravanti, di piede mancino. Forte fisicamente ed abile palla al piede. 

## Carriera

### Club
Giovanili in Olanda
Cresciuto nel settore giovanile di N.E.C. e Feyenoord, nel 2014 passa in quello del PSV che, due anni più tardi, lo fa debuttare a livello professionistico nella squadra delle riserve, lo Jong PSV. Fa il suo esordio in Eerste Divisie il 9 dicembre 2016, giocando gli ultimi 17 minuti del match perso 1-0 contro lo Jong Ajax, mentre realizza la sua prima rete il 17 marzo 2017 nel match vinto 3-0 contro l’Helmond Sport. Conclude la prima stagione con 11 presenze e 2 reti, la seconda avvenuta il 5 maggio durante l’ultima giornata di campionato nel match vinto 5-1 contro il fanalino di coda dell’Achilles '29.
Nella stagione seguente colleziona solo 6 presenze in Eerste Divisie in quanto il PSV decide di adoperarlo nella squadra Under-19.
Durante la stagione 2018-2019 di Eerste Divisie, dopo aver realizzato una rete contro N.E.C. e Jong Ajax ed averne rifilate due al RKC Waalwijk, il 21 dicembre 2018 Joël realizza 4 reti nell’incontro vinto 5-2 contro l’Almere City. Il 9 marzo 2019 viene convocato per la prima volta in prima squadra per il match di Eredivisie contro il NAC Breda, senza però trovare spazio.
Nella stagione 2019-2020 gioca in prestito allo Sparta Rotterdam mettendo insieme 18 presenze e 2 gol nella massima serie olandese e il suo primo gol in Eredivisie è del 19 gennaio 2020 in Ajax-Sparta 2-1.
A fine stagione torna al PSV e il 6 dicembre alla sua terza presenza segna il suo primo gol in campionato nei minuti finali di Heerenveen-PSV 2-2. Quattro giorni più tardi gioca per la prima volta da titolare in PSV-Omonia Nicosia 4-0, partita valida per l’ultima giornata del girone di Europa League segnando la sua prima doppietta nelle coppe europee; l’ultimo debuttante con la maglia dei boeren a segnare una doppietta in una gara europea era stato Ronaldo nel 1994.
Swansea City
Nell'estate del 2021 viene ceduto per un milione di sterline allo Swansea City in Championship mettendo insieme alla prima stagione 45 presenze, 22 gol e 6 assist. Nella stagione successiva conferma i suoi numeri in 43 presenze, segna 19 goal e 2 assist, confermandosi un ottimo attaccante per la Championship. 
Leeds United
Il 24 agosto 2023 viene ceduto per 14 milioni di euro al Leeds United, squadra inglese appena retrocessa in Championship. La sua prima stagione con la nuova maglia è positiva, realizza 13 goal e 3 assist in 42 partite, contribuendo al terzo posto in classifica. Nella seconda annata riesce finalmente a raggiungere la Premier League, il 21 aprile 2025 la squadra inglese vince 6-0 contro lo Stoke City grazie ad un poker di Piroe. Il Leeds United raggiunge quota 94 punti al secondo posto a due partite dalla fine del campionato. I numeri di Joel Piroe sono da capocannoniere della Championship, 19 goal e 6 assist in 44 partite. 

### Nazionale
Ha giocato nelle nazionali giovanili olandesi Under-15, Under-16, Under-18, Under-19 ed Under-20.

## Statistiche
Statistiche aggiornate al 4 febbraio 2023.
| Stagione            | Squadra             | Campionato          | Campionato | Campionato | Coppe nazionali | Coppe nazionali | Coppe nazionali | Coppe continentali | Coppe continentali | Coppe continentali | Altre coppe | Altre coppe | Altre coppe | Totale | Totale |
| Stagione            | Squadra             | Comp                | Pres       | Reti       | Comp            | Pres            | Reti            | Comp               | Pres               | Reti               | Comp        | Pres        | Reti        | Pres   | Reti   |
| ------------------- | ------------------- | ------------------- | ---------- | ---------- | --------------- | --------------- | --------------- | ------------------ | ------------------ | ------------------ | ----------- | ----------- | ----------- | ------ | ------ |
| 2017-2018           | Jong PSV            | 1D                  | 28         | 5          | -               | -               | -               | -                  | -                  | -                  | -           | -           | -           | 28     | 5      |
| 2018-2019           | Jong PSV            | 1D                  | 29         | 11         | -               | -               | -               | -                  | -                  | -                  | -           | -           | -           | 29     | 11     |
| Totale Jong PSV     | Totale Jong PSV     | Totale Jong PSV     | 57         | 16         |                 | 0               | 0               |                    | 0                  | 0                  |             | 0           | 0           | 57     | 16     |
| 2019-2020           | Sparta Rotterdam    | ED                  | 18         | 2          | CO              | 2               | 0               | -                  | -                  | -                  | -           | -           | -           | 20     | 2      |
| 2020-2021           | PSV Eindhoven       | ED                  | 11         | 1          | CO              | 2               | 0               | UEL                | 1                  | 2                  | -           | -           | -           | 14     | 3      |
| 2021-2022           | Swansea City        | FLC                 | 45         | 22         | FACup+CdL       | 1+1             | 1+1             | -                  | -                  | -                  | -           | -           | -           | 47     | 24     |
| 2022-2023           | Swansea City        | FLC                 | 26         | 11         | FACup+CdL       | 2+0             | 1+0             | -                  | -                  | -                  | -           | -           | -           | 28     | 12     |
| Totale Swansea City | Totale Swansea City | Totale Swansea City | 71         | 33         |                 | 4               | 3               |                    | 0                  | 0                  |             | 0           | 0           | 75     | 36     |
| Totale carriera     | Totale carriera     | Totale carriera     | 157        | 52         |                 | 8               | 3               |                    | 1                  | 2                  |             | 0           | 0           | 166    | 57     |

## Palmarès

### Club

#### Competizioni nazionali
- Campionato inglese di seconda divisione: 1

Leeds Utd: 2024-2025

### Individuale
- Capocannoniere della seconda divisione inglese: 1

2024-2025 (19 reti)